# Uppfinning
En uppfinning är en ny teknisk artefakt. Funktionsprincipen bakom en uppfinning kan skyddas med patent, eller utvecklas genom öppen innovation. Den utseendemässiga utformningen av en produkt kan skyddas med designskydd (kallas också mönsterskydd). Många uppfinningar är tillämpningar av vetenskapliga upptäckter av ny kunskap.
Alla tekniska konstruktioner som skapas och används av människor och inte är av naturen är uppfinningar. En uppfinning och en innovation är emellertid inte samma sak. Innovation är ett vidare begrepp, som även innefattar nya idéer som inte är tekniska artefakter. Skillnaden ligger i hur de mottas och påverkar. En uppfinning behöver inte nödvändigtvis komma till användning.[källa behövs]

## Några kända svenska uppfinningar
- Dynamit
- Det sfäriska kullagret
- skiftnyckel
- Tetra Pak

## Några viktiga uppfinningar
- Bilen
- Glödlampan
- Hjulet
- Kompassen
- Kylskåpet
- Penicillinet (kan även ses som en upptäckt)
- Sextanten
- Telefonen
- Toaletten
- Transformatorn
- Vattenhjulet
- Väderkvarnen
- Ångmaskinen